# Krafton
Krafton Inc. (anteriormente conhecido como Bluehole), é uma empresa sul-coreana que desenvolve e distribui videogames com sede em Bundang-gu, Seongnam (Coreia do Sul). Fundada por Chang Byung-gyu em Seul em março de 2007, a empresa é conhecida por ter desenvolvido TERA (2011), PlayerUnknown Battlegrounds (2017) e PUBG: NEW STATE (2021), este último 2 por meio de sua subsidiária: PUBG Studios. Em novembro de 2018, a Bluehole foi reorganizada sob uma única marca: Krafton Game Union.

## História
O Bluehole Studio foi fundado em Seul em março de 2007 por Chang Byung-gyu. Chang fundou a Neowiz anteriormente em 1997, junto com outros sete co-fundadores, passou a fundar o desenvolvedor de mecanismo de pesquisa First Snow em 2005 e vendeu a empresa em 2006. A empresa anunciou em 22 de abril de 2015 que havia mudado seu nome Bluehole.
Após o sucesso do Battlegrounds da PlayerUnknown, que exigiu tanto o investimento da Tencent Holdings quanto a expansão e aquisição do estúdio, a Bluehole decidiu estabelecer a Krafton em 5 de novembro de 2018 para servir como uma empresa charter para suas propriedades de videogame. "Krafton" foi selecionado com base nos nomes das guildas de artesãos da Idade Média. Kim Chang-han, o CEO da PUBG Studios, o estúdio que desenvolveu os campos de batalha da PlayerUnknown e o PUBG: New State, foi nomeado CEO da Krafton.

## Visão da Empresa
A visão de Krafton continua a ter um nome familiar no desenvolvimento de jogos. O nome "Krafton" deriva do nosso lema "Keep the craftmanship", que representa a nossa visão de criar jogos de classe mundial.